# إشتفان ناغي (سياسي)
إشتفان ناغي (بالمجرية: Nagy István)‏ هو سياسي مجري، ولد في 1954 في المجر. حزبياً، نشط في فيدس – الاتحاد المدني المجري. في الانتخابات البرلمانية المجرية 2014 ‏، انتخب عضو الجمعية الوطنية المجرية عن دائرة Győr-Moson-Sopron County 5th constituency ‏ وقد انضم خلال فترته النيابية ‏ (6 مايو 2014 – ) للكتلة البرلمانية فيدس – الاتحاد المدني المجري.